# NGC 3455
NGC 3455是一个位于狮子座的中間螺旋星系，距离地球6500万光年。

## 画廊

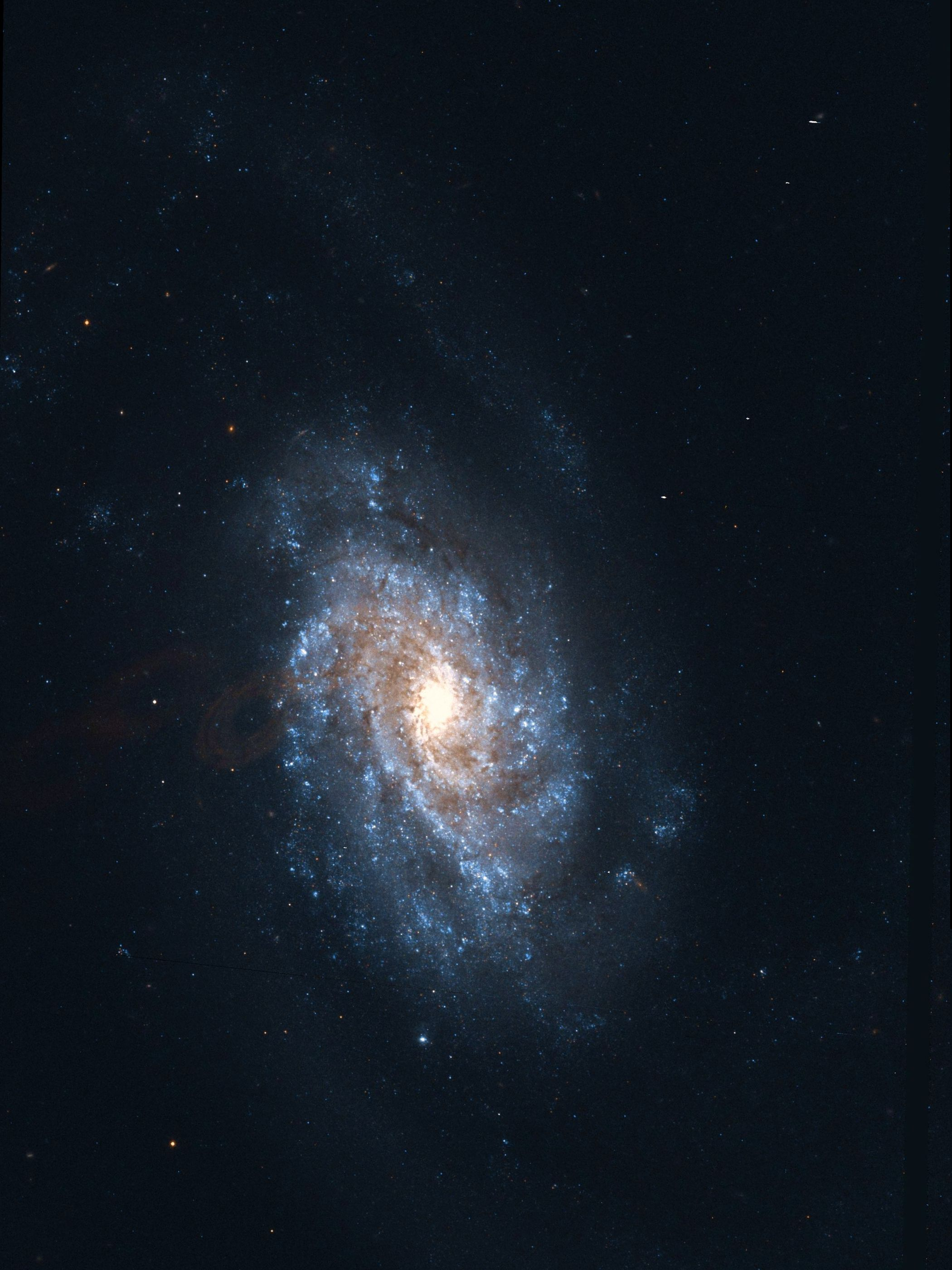
哈勃空间望远镜拍摄的NGC 3455
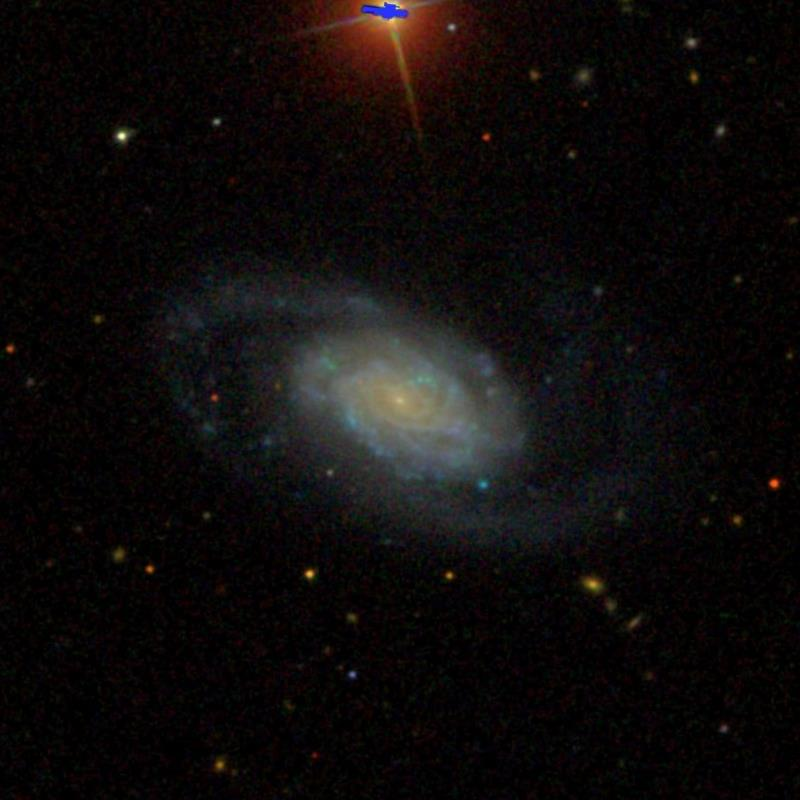
史隆數位巡天拍摄的 NGC 3455